# SN 1997ah
SN 1997ah – supernowa typu Ia odkryta 5 marca 1997 roku w galaktyce A100002-0023. W momencie odkrycia miała maksymalną jasność 23,60m.